# Kbor Klib
Kbor Klib (la tomba de Klib) és un jaciment arqueològic de Tunísia, d'origen desconegut, situat a la governació de Siliana, a uns 20 km al sud de Siliana. Es pensa que podria ser una estructura númida de caràcter religiós. Està format per tres plataformes (i restes d'una quarta) connectades per un mur. Té uns 45 metres de llarg i uns 15 d'ample, i una altura de 6 metres. Té poca decoració i cap inscripció. El seu nom fa referència a un gegant mític. Molt proper hi ha el jaciment arqueològic d'El Ksour o Ksour Toual.